# Pagyda discolor
Pagyda discolor là một loài bướm đêm trong họ Crambidae.